# Première maison de Bourbon

Blason de la première maison de Bourbon.

La première maison de Bourbon est celle des seigneurs primitifs de Bourbon (aujourd'hui Bourbon-l'Archambault), éteinte dans les mâles en 1171.
La seigneurie ou « sirerie » de Bourbon est devenue en 1272, par alliance, un bien d'une branche cadette de la maison royale de France. Elle est à l'origine de l'ancienne province française du Bourbonnais.

## Le premier seigneur de Bourbon
Aymar ou Adhémar est le premier seigneur de Bourbon connu de cette maison, cité en 913 quand le roi Charles le Simple lui octroya, en récompense de sa fidélité, plusieurs terres situées en Berry, en Auvergne et dans l'Autunois. 
Aymar était vassal du comte d'Auvergne pour la viguerie de Deneuvre (vicaria Denobrensis), actuellement Châtel-de-Neuvre, viguerie importante pour sa localisation à l'extrême-nord du comté d'Auvergne, faisant face au Berry et à l'Autunois. On considère que cette viguerie contenait les terres situées entre Châtel-de-Neuvre, Marigny et Neuvy.
Il fit don en 915 de l'alleu de Souvigny à l'abbaye de Cluny. Par cet acte, il faisait probablement un acte politique en donnant sa villa à l'abbaye fondée en 909 par son suzerain.
Il est cité dans un autre acte, fait à Autun en 918, quand il ajouta au prieuré de Souvigny un bien situé à Lusigny.
Adhémar fit son testament en 923 ; dans ce testament, daté « de son château de Moulins au territoire d'Autun », il parle de son aïeul le comte Aymar et de son père Nibilonge et y institue Aymon, son fils aîné, héritier de tous ses biens, à l'exception de dotations foncières moins importantes à ses puînés.
Il eut trois fils avec sa femme Hermengarde : Aymon Ier, son successeur, ainsi que Dagobert et Archambaud, sans postérité connue. L'authenticité des actes de 918 et 923 est néanmoins plus que contestable, car l'acte de 923 parle de son château de Moulins,  or, il n'existait pas encore de château à Moulins. Il parle également de Saint-Vincent de Chantelle qui ne sera fondé que treize ans après.

## Les sires de Bourbon
- Aymon Ier

Le fils d'Aimard, Aymon Ier, essaie de récupérer les terres concédées au prieuré de Souvigny, mais se rend finalement compte qu'il est de son intérêt d'entretenir de bons rapports avec les moines de Cluny, aussi leur cède-t-il une parcelle supplémentaire à Longvé (à Bressolles) en 953. Aimon possédait alors les vigueries de Deneuvre et de Bourbon, en raison pour la première de son héritage paternel, et pour la seconde selon l'écrit de 953 qui est rédigé dans le château de Bourbon.
Il est le premier seigneur de Bourbon, car c'est lui qui possède pour la première fois dans cette lignée le château de Bourbon. On ne sait pas si ce bien est acquis par les armes ou par mariage. Avec l'acquisition de ce château, les sires de Bourbon devenaient les seigneurs les plus puissants entre le Cher et l'Allier. Durant les premiers temps, la croissance de l'influence des sires de Bourbon sera dépendante de celle du prieuré de Souvigny et vice-versa.
- Archambault Ier

Le fils d'Aimon Ier,
Archambaud Ier le Franc, qui succède à son père en 954, puis son fils Archambault II étendent leur territoire tout en soutenant les moines.  
- Archambault II

La chronique de Vézelay relate une guerre déclenchée en 990 entre Archambault II et Landri de Nevers entre la Loire et l'Allier. Il est probable que c'est par cette guerre qu'il conquiert Yzeure  près de laquelle sera fondé Moulins. Cette conquête servira de tête de pont pour s’approprier les terres entre Loire et Allier. Archambault II, en 1024 ou 1025, fait don en présence de sa femme Ermengarde et de ses enfants Archambaud, Alfuin, Gérard et Aimon de la chapelle de la Faye et du lieu nommé Les Champs. Sa femme Ermengarde fait don de Saint-Maurice (Autry-Issards) et de la Ferté (La Ferté-Hauterive).
Étant neveu du sire Odon  de Montluçon  mort sans descendance il rattache les seigneuries de Bourbon et de Montluçon
- Archambault III

Entre 1061 et 1070, Archambaud III, dit Archambaud du Montet fait don du monastère du Colombier après avoir chassé les brigands qui s'y trouvaient, donation qui est en réalité achetée par les moines auprès du sire de Bourbon du sire de Blot et de celui de l'Ours. Il construit le château de Blot qui garde la vallée de la Sioule. 
- Archambault IV

Archambaud IV est décrit comme un individu sans scrupules qui pillait les biens du clergé. En 1078, il part combattre les religieux d'Évaux (Évaux-les-Bains). Il entre en conflit avec saint Hugues, abbé de Cluny, qui convoque un concile à Charlieu pour discuter de la question. Il fut sensible à une menace d'excommunication, se réconcilia avec les moines et eut même le droit d'être enseveli dans Souvigny,. Il est le premier du sire de Bourbon à s'établir dans le château de Moulins et  délaisser Souvigny. Il meurt le 22 septembre 1095.
- Archambault V

Archambault V avait repris les luttes de son père avant 1092 contre les moines de Souvigny et seule l'arrivée du pape Urbain II de passage dans la région le fait retourner dans le droit chemin mais son repentir  est de courte durée car il reprend ses méfaits dès que le souverain pontife est reparti. Cité au concile de Clermont, sous la menace d'excommunication, Archambault V est jugé par les évêques de Clermont, de Bourges et du Puys. Il disparait en 1095 avant la mort de son père et meurt après 1096 dans des circonstances inconnues. Les évêques de Bourges le surnommant Archambaud le pieux (ce qui est étrange).
- Aymon II

Aimon II était marié  à Alsuinde fille du comte de Tonnerre et petite-fille du comte de Nevers Guillaume Ier ; il eut un fils, Archambault VII.  
À la mort d'Archambault IV, et en l'absence du frère d'Archambaud V, Aimon II, dit « Vaire Vache », en profite pour accaparer la seigneurie au détriment du fils de ce dernier, Archambaud VI. Le roi Louis VI le Gros intervient, assiège Aimon dans le château de Germigny-l'Exempt, et l’emmène pour régler le litige.   
Aymon II fut comte de Bourbon officiellement de 1116 à 1120, mais dirigea le Bourbonnais de 1095 à 1120.  
- Archambault VI

Archambault VI meurt en 1179 selon la chronique de Cluny, mais celle-ci prête à caution, car sa redécouverte a pour origine le père André de Saint-Nicolas et fut déclarée fausse par Jean-Baptiste Colbert qui enquêta sur les documents du père André en 1680.  
On ne sait pas grand chose de Archambaud VI de vrai et vérifiable. 
- Archambault VII

Le fils d'Aimon II, Archambault VII succède à son père en 1120. 
Il épouse Agnès de Savoie, belle-sœur du roi Louis VI. 
Archambault VII se croise en 1147 avec Louis VII et revient en 1148. Il est le premier à porter les armes de la maison, « d'or au lion de gueules à l'orle de huit coquilles d'azur ». 
Il se querelle en 1169 avec Pierre de Blot, son cousin, pour la question d'héritage de la seigneurie qui passera par héritage des femmes à Gui de Dampierre. 
En 1170, Henri II, nouvel époux d'Aliénor d'Aquitaine, devient duc d'Aquitaine et décide de réclamer Bourges, anciennement métropole de l'Aquitaine. Il prend alors Montluçon — elle sera reprise par Philippe Auguste en 1202 et donnée à Guy de Dampierre comte de Bourbon — et réclame à Archambault l'hommage pour ses terres de Combraille avec Pierre de Blot son homme lige et cousin — étant descendant d'Archambault IV. 
Il meurt en 1171, deux ans après son fils homonyme et héritier Archambaud de Bourbon
- Archambault de Bourbon

En 1164, il épouse Alix de Bourgogne. Ils ont une fille, Mathilde (ou Mahaud), dernière de cette famille, qui épousa en 1185 Gaulcher de Salins puis, une nullité de mariage obtenue du pape Célestin III, elle se remarie en 1196 avec Guy de Dampierre. 
Il meurt en 1169, deux ans avant son père, faisant de Mathilde l'unique héritière à la mort de Archambaud VII. 

Blason de la première maison de Bourbon

## Généalogie
```
Chevalier 
Aymar ou Adhémar de Bourbon
 (cité en 913)
x Ermangarde 
│
┊

Aymon 
I
er
, sire de Bourbon
 
x ..
│
├──
Archambaud 
I
er
 le Franc
, sire de Bourbon 
│  x Rothilde
│  │
│  ├──
Archambaud II le Vieux
, sire de Bourbon ou parfois 
comte de Bourbonnais
[
7
]
 
│  │  x 1 ..
│  │  x 2 Agnès
│  │  │
│  │  ╰──Archambaud III le Jeune, sire de Bourbon 
│  │     │  
│  │     ╰──Archambaud IV le Fort, sire de Bourbon 
│  │        │
│  │        ├──Archambaud V le Pieux, sire de Bourbon 
│  │        │  │
│  │        │  ╰──Archambaud VI, sire de Bourbon 
│  │        │
│  │        ╰──
Aymon II
 Vaire-Vache, sire de Bourbon 
│  │           │
│  │           ╰──Archambaud VII, sire de Bourbon 
│  │              │
│  │              ╰──Archambaud de Bourbon 
│  │                 │
│  │                 ╰──Mahaut 
I
re
, dame de Bourbon 
│  │                    x Guy de Dampierre, maréchal de Champagne 
│  │
│  ├──
 Aymon de Bourbon
, 
archevêque de Bourges
 de 1050 à 1070.
│  │
│  ╰── Albuin de Bourbon
│
╰── Gérard
```

## Sources
- Nicolas Louis Achaintre, Histoire généalogique et chronologique de la maison royale de Bourbon, éd. Didot, 1825
- M.-A. Chazaud, Étude sur la Chronologie des sires de Bourbon (Xe – XIIIe siècles), Moulins : Desrosiers, 1865.
- Site consacré au Bourbonnais (histoire, dialecte, population, cartes, arbre généalogique des Bourbon…)